# گابریل مورگانتی
گابریل مورگانتی (انگلیسی: Gabriele Morganti؛ زادهٔ ۲۳ نوامبر ۱۹۵۸) بازیکن فوتبال اهل ایتالیا است.
از باشگاه‌هایی که در آن بازی کرده‌است می‌توان به باشگاه فوتبال آنکونا، باشگاه فوتبال سالرنیتانا، باشگاه فوتبال چزنا، باشگاه فوتبال کومو، باشگاه فوتبال ویچنزا، و باشگاه فوتبال اسپال اشاره کرد.